# Norman Mair
Norman George Robertson Mair (7 d'octubre de 1928 - 7 de desembre de 2014) fou un periodista, jugador de rugbi i de criquet escocès. Com a periodista va treballar per al diari The Scotsman, on escrivia sobre rugbi i golf, a més de per al Rugby World. La seva filla era Suzi Mair, productora de STV News at Six.

## Biografia
Va estudiar a la Merchiston Castle School (1942-1947) i a la Universitat d'Edimburg, on va jugar amb l'Edinburgh University RFC. El 1951 va disputar 4 partits amb la selecció escocesa. El 2013, gràcies a aquesta participació, va entrar a formar part del Saló de la Fama Escocès de Rugbi. També va jugar amb la selecció escocesa de criquet.
Posteriorment a la seva carrera esportiva, Mair es va dedicar al periodisme esportiu. Sobre aquesta faceta, Bill McLaren va definir a Mair com un dels millors periodistes especialistes en rugbi de la història escocesa:
"Sempre he tingut un gran respecte per la cobertura de Norman Mair, antic integrant del The Scotsman.
"Norman mai fou persona grata per als membres de la selecció escocesa de rugbi, principalment perquè escrivia el que sentia, i estava en contacte amb algunes de les persones més influents en aquest esport. Hi havia vegades en què havia de llegir les frases de Norman dues o tres vegades per entendre'n l'essència, però fou un dels analistes més perceptius i els seus articles eren tant il·luminadors com divertits, especialment les petites històries humorístiques que sovint hi introduïa."
Escrivint sobre el jugador australià Mark Ella, deia:
"Ella té unes mans tan adhesives que quan va perdre una pilota contra Escòcia (el 1984) no t'haguessis sorprès de veure aquells australians de la fe religiosa apropiada fent-se el signe de la creu"
Mair sempre fou franc en les seves opinions. A principis dels anys '50, per exemple, criticant la gran quantitat de partits per temporada els anys 1953 i 1954, va dir que considerava als "habitants de manicomis... tenien un greuge comparatiu mentre els membres de la Unió Escocesa de Rugbi podien caminar lliurement i sense anar identificats."

## Obres principals
- Mair, Norman, 1994, Muirfield, Mainstream Publishing
- John Rutherford i Roy Laidlaw amb Norman Mair, Rugby Partnership: Stanley Paul, 1988. ISBN 0-09-172703-0